# Punk Rock 101
Punk Rock 101 è un singolo del 2003 della band statunitense Bowling for Soup, inserito nell'album Drunk Enough to Dance.
La canzone appare nei videogame Backyard Wrestling: Don't Try This at Home e NHL 2004.

## Allusioni
Nella canzone sono presente differenti allusioni alla cultura Punk e Rock,  infatti la canzone parla di essa:
- Il titolo della canzone Punk Rock 101 è un'allusione alla lettere del suicidio di Kurt Kobain, cantante dei Nirvana.
- La frase "The story never changes, just the names and faces" è un riferimento alla canzone Wanted Dead or Alive dei Bon Jovi.
- "It's stupid, contagious" è un'allusione alla canzone Smells Like Teen Spirit dei Nirvana.
- Il breakdown è molto simile a quello di Fat Lip dei Sum 41.[1]
- Nel verso "He listens to emo but Fat Mike's his hero" viene menzionato Fat Mike dei NOFX.
- La frase "Like Tommy and Gina they're living on a prayer" è una citazione della canzone Livin' on a Prayer dei Bon Jovi; un altro riferimento alla band viene fatto nella frase "When she cried because she thought Bon Jovi broke up".

## Classifiche
| Classifica (2003)      | Posizione |
| ---------------------- | --------- |
| Official Singles Chart | 43        |